# Michael Frazier II
Pour les articles homonymes, voir Frazier.
Michael Frazier II, né le 8 mars 1994 à Tampa en Floride, est un joueur américain de basket-ball. Il évolue au poste d'arrière.

## Biographie

### Carrière universitaire
Entre 2012 et 2015, Frazier II joue pour les Gators de la Floride.
Lors de la saison 2013-2014, Frazier II marque onze paniers à trois points dans la victoire contre l'université de la Caroline du Sud et établit le record de l'université de la Floride. Il réalise également le record du plus grand nombre de paniers à trois points marqués sur une saison dans cette université avec 118 paniers.
Sa troisième saison a été entachée d'une blessure à la cheville lors d'un match contre Kentucky.
Le 27 mars 2015, Frazier II s'inscrit à la Draft 2015 de la NBA.

### Carrière professionnelle
Non drafté en 2015, Frazier II participe à la Summer League 2015 avec les Warriors de Golden State.
Le 25 août 2015, il signe avec les Lakers de Los Angeles. Toutefois, il est libéré par les Lakers le 20 octobre après avoir disputé quatre matches de présaison.
Après une saison blanche en 2017-2018 en raison d'une blessure, il signe pour la saison 2018-2019 avec les Vipers de Rio Grande Valley en NBA G League. Il est élu MIP à la fin de la saison. Le 7 avril 2019, il signe jusqu'à la fin de la saison avec les Rockets de Houston.
Le 20 octobre 2019, il signe un contrat two-way avec les Rockets de Houston jusqu'à la fin de saison .
Fin mars 2023, il signe jusqu'à la fin de saison aux Metropolitans 92 mais ne joue aucun match avec le club d'Île-de-France.

### Carrière internationale
Frazier II participe au championnat du monde U19 avec les États-Unis en République tchèque où ils remportent la médaille d'or. En neuf matches dans ce tournoi, il a des moyennes de 6,7 points et 3,1 rebonds par match.

## Clubs successifs
- 2012-2015 :  Gators de la Floride (NCAA)
- 2015-2016 :
  -  D-Fenders de Los Angeles (D-League)
  -  Energy de l'Iowa (D-League)
  -  Mad Ants de Fort Wayne (D-League)
- 2016-2017 :  Scaligera Basket Vérone (Serie A2)
- 2018-2019 :  Vipers de Rio Grande Valley (G League)
- 2019-2020 :
  -  Rockets de Houston (NBA)
  -  Vipers de Rio Grande Valley (G League)
- 2025 :  Beirut Sports Club (FLB Ligue)

## Statistiques

### Universitaires
Les statistiques de Michael Frazier II en matchs universitaires sont les suivantes :
| Année     | Équipe  | Matches | Titul. | Min./m. | %tir | %3pts | %l-f | rbds/m. | pass/m. | int/m. | ctr/m. | pts/m. |
| --------- | ------- | ------- | ------ | ------- | ---- | ----- | ---- | ------- | ------- | ------ | ------ | ------ |
| 2012-2013 | Floride | 36      | 1      | 17,9    | 44,6 | 46,8  | 83,9 | 3,14    | 0,94    | 0,56   | 0,03   | 5,61   |
| 2013-2014 | Floride | 39      | 34     | 30,6    | 46,1 | 44,7  | 84,2 | 3,51    | 1,08    | 1,10   | 0,18   | 12,36  |
| 2014-2015 | Floride | 26      | 19     | 29,2    | 41,7 | 38,0  | 87,1 | 4,12    | 1,42    | 1,19   | 0,08   | 12,08  |
| Total     | Total   | 101     | 54     | 25,7    | 44,4 | 43,2  | 85,4 | 3,53    | 1,12    | 0,93   | 0,10   | 9,88   |